# Wilhelm Stjernstedt
Leonard Wilhelm Stjernstedt, född 9 januari 1841 på Strömsberg i Breds socken, Uppsala län, död 14 mars 1919 i Stockholm, var en svensk friherre och militär.

## Biografi
Stjernstedt blev 1859 underlöjtnant vid Närkes regemente, där han 1875 avancerade till kapten, och blev sistnämnda år kapten vid Generalstaben, där han 1879 befordrades till major, utnämndes 1883 till överstelöjtnant vid Upplands regemente, var dess överste och chef 1888–1899, sedan 1897 generalmajor i armén, och chef för V. arméfördelningen 1899–1907, sedan 1905 generallöjtnant. Han tog 1912 avsked ur generalitetets reserv.
Stjernstedt uppvaktade dels som ordonnansofficer (1865) och adjutant (1872), dels som tjänstgörande kabinettskammarherre (1888) Oskar II som prins och kung samt intog en bemärkt plats i societetslivet. Han författade Några minnesblad ur mitt lif (1912) och Svenska härens utbildning och övningar (1915). Från 1905 var han ledamot av första klassen av Krigsvetenskapsakademien.

### Familj
Wilhelm Stjernstedt var son till kaptenen Johan Wilhelm Stjernstedt och Sophia Uggla. Han var först gift med Marie Ciechanowiecka och blev med henne far till Marika Stiernstedt och Georg Stjernstedt. Sedan första hustrun avlidit vid sonens födelse gifte han om sig med hennes syster Pauline Ciechanowiecka och blev far till Erik, Sven, Märta och Wilhelm. Stjernstedt är begraven på Norra begravningsplatsen utanför Stockholm.

## Utmärkelser

### Svenska utmärkelser
- Konung Oscar II:s och Drottning Sofias guldbröllopsminnestecken, 1907.[5]
- Konung Oscar II:s jubileumsminnestecken, 1897.[6]
- Kommendör med stora korset av Svärdsorden, 1 december 1904.[7]
- Kommendör av första klassen av Nordstjärneorden, 28 april 1894.[8]

### Utländska utmärkelser
- Storkorset av Danska Dannebrogorden, senast 1905.[6]
- Riddare av första klassen av Ryska Sankt Stanislausorden, senast 1905.[6]
- Storofficer av Belgiska Leopoldsorden, senast 1905.[6]
- Storofficer av Italienska kronorden, senast 1905.[6]
- Kommendör av första klassen av Norska Sankt Olavs orden, senast 1905.[6]
- Riddare av andra klassen med kraschan av Preussiska Kronorden, senast 1905.[6]
- Riddare av andra klassen med briljanter av Ryska Sankt Annas orden, senast 1905.[6]
- Kommendör av första klassen av Sachsen-Weimarska Vita falkens orden, senast 1905.[6]
- Tredje klassen av Persiska Lejon- och solorden, senast 1905.[6]
- Riddare av Bayerska kronorden, senast 1905.[6]
- Riddare av fjärde klassen av Ryska Sankt Vladimirs orden, senast 1905.[6]
- Riddare av Serbiska Takovoorden, senast 1905.[6]